# Pectinidiscus
Pectinidiscus is een geslacht van kamsterren uit de familie Goniopectinidae.

## Soorten
- Pectinidiscus annae Ludwig, 1900
- Pectinidiscus sibogae Döderlein, 1921